# Zach Hyman
Zach Hyman (Toronto, Ontario, 9 de junio de 1992), apodado Hyms o Zatch, es un jugador profesional canadiense de hockey sobre hielo que se desempeña en la posición de extremo izquierdo en Edmonton Oilers, equipo de la National Hockey League (NHL).

## Carrera
Fue seleccionado en la quinta ronda en la NHL Entry Draft de 2010. En 2015 hizo su debut profesional con el equipo Toronto Maple Leafs, en el cual jugó seis temporadas (2015-2021), después pasó a Edmonton Oilers, donde lleva jugando tres temporadas.